# 4457 ван Гог
4457 ван Гог (енгл. 4457 van Gogh) је астероид главног астероидног појаса са средњом удаљеношћу од Сунца која износи 2,660 астрономских јединица (АЈ).
Апсолутна магнитуда астероида је 12,2.